# Phaula antiqua
Phaula antiqua är en skalbaggsart som beskrevs av Thomson 1857. Phaula antiqua ingår i släktet Phaula och familjen långhorningar. Inga underarter finns listade i Catalogue of Life.